# Petrus Wedemeijer (1765-1841)
Petrus Wedemeijer sr. (Maastricht, gedoopt 4 juni 1765  – Leeuwarden, 5 maart 1841) was een Nederlands dirigent/kapelmeester.

## Leven en werk
De naam Petrus Wedemeijer is in Friesland onlosmakelijk verbonden met de muziek in die provincie gedurende de 19e eeuw. Hij werd in Maastricht geboren als zoon van de soldaat Johannes Franciscus Wedemeijer en Berendina van Ommen. In 1787 was hij muzikant in het regiment van kolonel De Schepper. Hij trouwde op 20 mei 1787 in de Westerkerk van Leeuwarden met Maria Jacoba Wens.
Wedemeijer werd kapelmeester bij het plaatselijke korps Tamboer en Pijpers van de "Leeuwardensche Schuttery". Ook was hij dirigent van het koor van de statie aan de Vleesmarkt (straat) van wat in 1884 de Sint-Bonifatiuskerk zou worden, een functie die hij tot zijn dood zou bekleden, weliswaar op latere leeftijd als tweede dirigent. Aan dat koor hield hij in 1815 zijn tweede vrouw Allegonda Agnes de Rijck over, die zelf ook weduwe was. In 1828 werd het muziekkorps van de schutterij door de gemeenteraad van Leeuwarden opgeheven en werd Wedemeijer ontslagen als kapelmeester. Samen met zijn muzikale concurrent Jean des Communes gaf hij vanaf 1826 les aan de stedelijke muziekschool. Ook was hij handelaar in muziekinstrumenten in Leeuwarden.
Zijn zoon uit zijn eerste huwelijk Johannes Franciscus Wedemeijer (1790 -1829) zou omgekomen zijn bij een scheepsramp in de West. Hij was getrouwd met  Anna Borg/Borch. Uit hun huwelijk werd in 1815 een zoon Petrus geboren, die later evenals zijn gelijknamige grootvader een stempel zou drukken op het muzikale leven in Leeuwarden.
Zijn zoon uit zijn tweede huwelijk Nicolaas (1816-1901) trouwde op 31 mei 1838 te Amsterdam met Anna Elizabeth Wittenberg (1816-1895). Hij werd evenals zijn vader muziekmeester. Hij was enkele jaren in Sneek werkzaam als musicus en componeerde de muziek bij "De lof van het zeilen".